# Zlatna vrata u Vladimiru
Zlatna vrata u Vladimiru (ruski: Золотые ворота) izgrađena su između 1158. i 1164. u ruskom gradu Vladimiru.
Predstavljaju jedini (iako djelomično) sačuvani primjer drevnih ruskih gradskih vrata. Muzej unutar Zlatnih vrata temelji se na povijesti invazije Mongola u Rusiju u 13. stoljeću.
Zlatna vrata postojala su u najsvetijim gradovima istočnog pravoslavlja – u Jeruzalemu, Carigradu i Kijevu. Andrija Pobožni izabrao je grad Vladimir za svoju prijestolnicu i dao napraviti visoki toranj nad glavnim gradskim ulazom. 
Zlatna vrata napravljena su od vapnenca i obložena zlatnim pločama. Prema drevnim ruskim kronikama, zidare je poslao Friedrich Barbarossa. Glavni luk bio je visok 15 metara. Unutar se nalazi crkva posvećena Bogorodici, koja je zaštitnica grada.
Vrata su preživjela mongolsko uništenje Vladimira 1237. godine. Do kraja 18. stoljeća, struktura je toliko dotrajala, da se Katarina Velika bojala proći kroz njih, zbog straha od urušavanja. Naredila je obnovu. Sagrađene su dvije bočne okrugle kule 1795. kako bi pojačale strukturu. Crkva unutar zidina srušena je radi obnove pa kasnije ponovno sagrađena po nacrtima.
Upisana su 1992. godine na UNESCO-ov popis mjesta svjetske baštine u Europi, zajedno sa sedam druhih građevina u Vladimiru-Suzdalju pod nazivom bijeli spomenici Vladimir-Suzdalja.